# Polaris Reef
Polaris Reef är ett rev i Frobisher Bay i Kanada.   Det ligger i territoriet Nunavut, 2 100 km norr om huvudstaden Ottawa. Närmaste större samhälle är Iqaluit, 3 km norr om Polaris Reef.